# رنجاسوامی رامش
رنجاسوامی رامش (انگلیسی: Rengaswamy Ramesh; ۲ ژوئن ۱۹۵۶ – ۲ آوریل ۲۰۱۸) دانشمند در زمینه قیانوس‌نگارانی اهل هند بود.